# Olympische Winterspiele 1976/Teilnehmer (Großbritannien)
| Gelbes Symbol für Goldmedaillen mit stilisierten Olympischen Ringen | Graues Symbol für Silbermedaillen mit stilisierten Olympischen Ringen | Braundes Symbol für Bronzemedaillen mit stilisierten Olympischen Ringen |
| ------------------------------------------------------------------- | --------------------------------------------------------------------- | ----------------------------------------------------------------------- |
| 1                                                                   | —                                                                     | —                                                                       |

Das Vereinigte Königreich nahm an den Olympischen Winterspielen 1976 in Innsbruck mit einer Delegation von 42 (31 Männer, 11 Frauen) Athleten teil. Der Eiskunstläufer John Curry wurde als Fahnenträger für die Eröffnungsfeier ausgewählt.

## Teilnehmer nach Sportarten

### Ski Alpin
| Damen: - Fiona Easdale Abfahrt: 34. Platz – 1:57,66 min Riesenslalom: 37. Platz – 1:41,09 min Slalom: 18. Platz – 1:47,00 min - Hazel Hutcheon Abfahrt: 35. Platz – 1:58,33 min Slalom: DNF - Serena Iliffe Riesenslalom: 39. Platz – 1:45,09 min - Valentina Iliffe Abfahrt: 29. Platz – 1:41,36 min Riesenslalom: 30. Platz – 1:35,48 min Slalom: 15. Platz – 1:40,14 min - Anne Robb Slalom: disqualifiziert - Theresa Wallis Abfahrt: 37. Platz – 1:59,77 min Riesenslalom: 38. Platz – 1:41,66 min | Herren: - Konrad Bartelski Abfahrt: DNF Riesenslalom: DNF Slalom: DNF - Stuart Fitzsimmons Abfahrt: 32. Platz – 1:50,89 min Riesenslalom: DNF Slalom: DNF - Peter Fuchs Abfahrt: 37. Platz – 1:52,75 min Riesenslalom: DNF Slalom: DNF - Alan Stewart Abfahrt: 30. Platz – 1:50,56 min Riesenslalom: 33. Platz – 3:49,64 min Slalom: disqualifiziert |

### Biathlon
Herren:
- Graeme Ferguson
20 km: 29. Platz – 1:24:18,09 h; 8 Fehler
4 × 7,5 km Staffel: 13. Platz – 2:11:54,36 h; 8 Fehler
- Malcolm Hirst
20 km: 36. Platz – 1:25:52,97 h; 9 Fehler
4 × 7,5 km Staffel: 13. Platz – 2:11:54,36 h; 8 Fehler
- Jeffrey Stevens
20 km: 39. Platz – 1:27:15,87 h; 9 Fehler
4 × 7,5 km Staffel: 13. Platz – 2:11:54,36 h; 8 Fehler
- Paul Gibbins
4 × 7,5 km Staffel: 13. Platz – 2:11:54,36 h; 8 Fehler

### Bob
Zweierbob:
- Gomer Lloyd/Jackie Price (GBR I)
20. Platz – 3:52,10 min
- Mark Agar/Bill Sweet (GBR II)
21. Platz – 3:52,71 min

Viererbob:
- Colin Campbell/Gomer Lloyd/Jackie Price/Bill Sweet (GBR I)
13. Platz – 3:46,39 min
- Mark Agar/Anthony Norton/Andrew Ogilvy-Wedderburn/Graham Sweet (GBR II)
20. Platz – 3:49,85 min

### Eiskunstlauf
| Damen: - Karena Richardson 15. Platz | Herren: - John Curry - Robin Cousins 10. Platz - Glyn Jones 16. Platz | Paare: - Erika Taylforth/Colin Taylforth 11. Platz | Eistanz: - Hilary Green/Glyn Watts 7. Platz - Janet Thompson/Warren Maxwell 11. Platz - Kay Barsdell/Kenneth Foster 12. Platz |

### Eisschnelllauf
Herren:
- Archie Marshall
500 m: 16. Platz – 40,85 s
1000 m: 21. Platz – 1:24,00 min
- Geoff Sandys
1500 m: 24. Platz – 2:09,17 min
5000 m: 26. Platz – 8:13,03 min
10.000 m: 18. Platz – 16:26,27 min

### Rodeln
| Herren: - Michel de Carvalho 29. Platz – 3:42,665 min - Richard Liversedge 33. Platz – 3:44,839 min - Jeremy Palmer-Tomkinson 30. Platz – 3:42,724 min | Doppelsitzer: - Michel de Carvalho/Jeremy Palmer-Tomkinson 20. Platz – 1:31,377 min - Richard Liversedge/Russell Tapp DNF |

### Ski Nordisch

#### Langlauf
Herren:
- Douglas Elliott
15 km: 65. Platz – 52:14,27 min
- Keith Oliver
15 km: 68. Platz – 52:31,00 min
- Paul Gibbins
15 km: 63. Platz – 51:48,02 min